# Sint-Vituskerk (Heidelberg)
De Sint-Vituskerk (Duits: St. Vituskirche) is de katholieke parochiekerk in Handschuhsheim, een Stadtteil van de Baden-Württembergse stad Heidelberg. Het is de oudste nog bestaande kerk van de Heidelberg en een van de oudste kerken in de regio.

## Geschiedenis

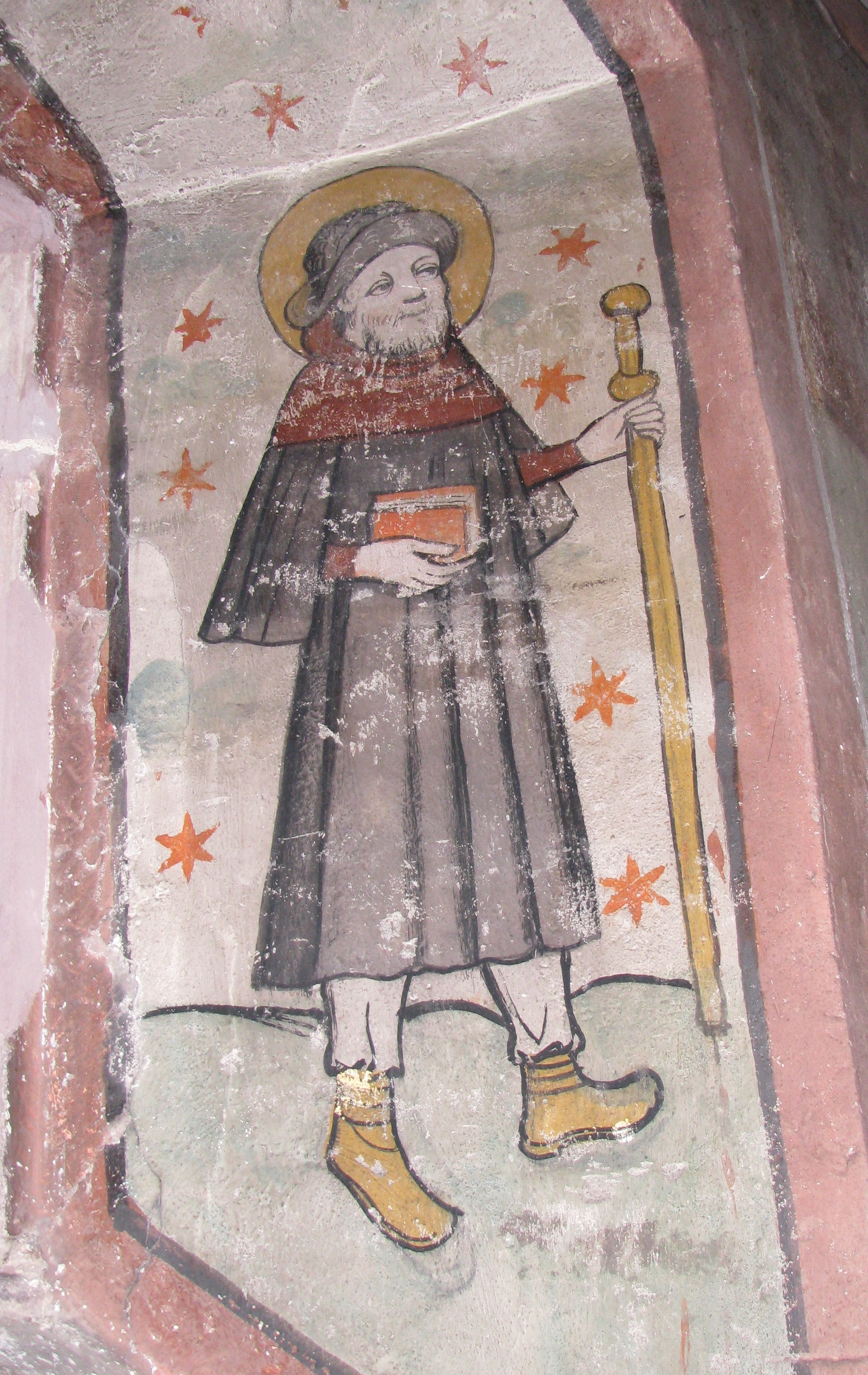
Fresco Sint-Wendelinus

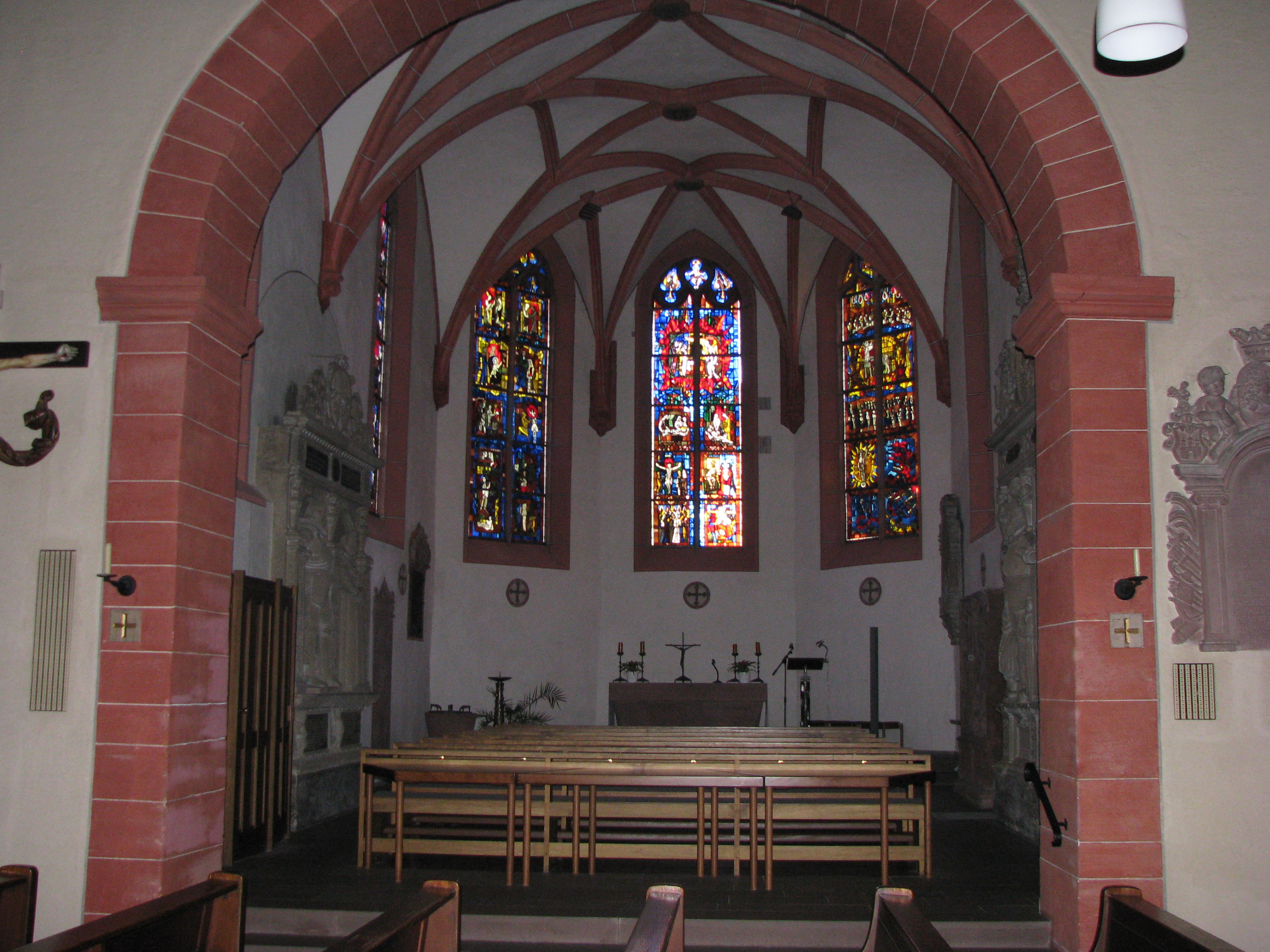
Koor

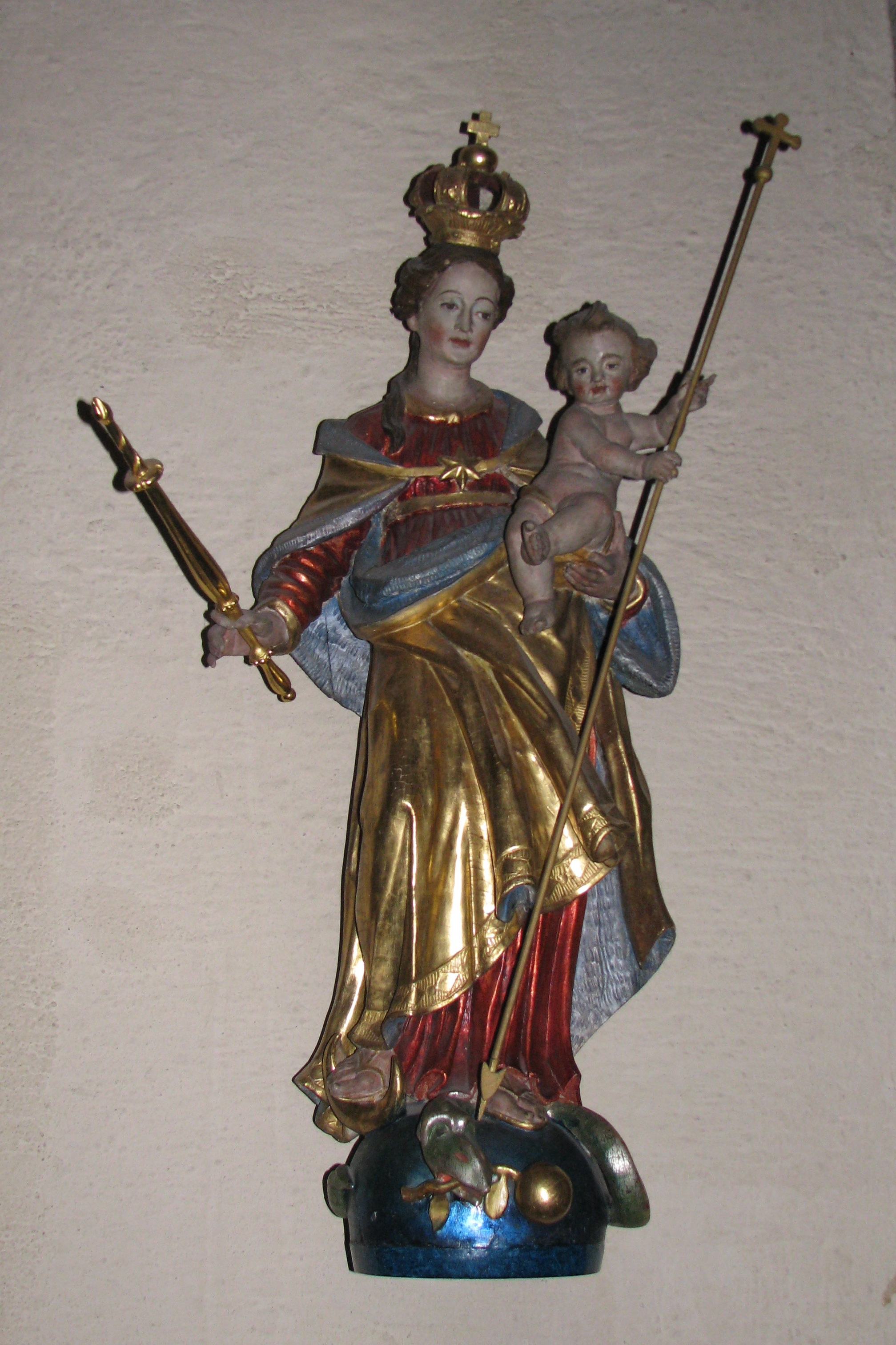
Barokke Madonna

De kerk wordt in 774 voor het eerst genoemd, toen de parochie werd ingedeeld bij het klooster Lorsch. Het kerkgebouw werd aan de patroonheilige van het klooster gewijd: Sint-Nazarius, een tot het christendom bekeerde Romein die tijdens de christenvervolgingen van keizer Diocletianus in 304 de martelaarsdood stierf. Vanaf het begin was de Vituskerk een stenen kerkgebouw en in de triomfboog en de oostelijke torenmuur bevinden zich nog enige muurresten die vermoedelijk uit deze begintijd stammen.
Tussen 1053 en 1057 ontstond een vroegromaanse kerk. Uit deze tijd dateert nog een deel van de westelijke muur van het zuidelijke zijschip, de voormalige Nicolaaskapel met de crypte ten zuiden van het koor en de gevel boven de ronde koorboog. Rond 1200 werd de kerk tot een drieschepige basiliek vergroot, die op ronde pijlers met teerlingkapitelen rust. Omstreeks deze tijd was de invloed van het klooster Lorsch reeds verdwenen. Sinds 1232 viel de kerk onder het aartsbisdom Mainz en vervingen de heiligen Vitus en Joris de oude beschermheilige Nazarius als kerkpatronen.
Een derde grote verbouwing volgde in de laatgotische tijd, nadat de kerk door oorlogshandelingen sterk beschadigd was. In 1483 werd in het noordelijke zijschip een galerij voor de nonnen van het naburige, rond 1470 gestichte en in de 17e eeuw afgebroken augustijner klooster, gebouwd, die vanuit het klooster een eigen toegang tot de kerk hadden. Tezelfdertijd werd het koor met de nog bestaande arcade van het zuidelijke zijschip opgericht. Het maaswerk en het ribgewelf van het driezijdig afgesloten koor werd in 1629 vernieuwd.
Toen Handschuhsheim in 1650 per verdrag van de katholieke Keur Mainz bij de protestantse Keur Palts werd gevoegd, had dit voor de Sint-Vituskerk tot gevolg dat het een simultaankerk werd. De katholieken maakten nu voortaan van het koor gebruik en de protestanten van het kerkschip. In 1905 verlieten de protestanten de kerk en kregen de rooms-katholieken het gebouw weer uitsluitend voor zichzelf ter beschikking. Al snel daarna begonnen de protestanten met de bouw van een representatief kerkgebouw voor de eigen gemeente: de Vredeskerk, die in 1910 werd ingewijd.
De Sint-Vituskerk werd in de jaren 1933-1934 door de Heidelberger architect Franz Sales Kuhn met ongeveer 15 meter naar het noorden toe vergroot. Het oude koor werd nu een zijkapel. Overeenkomstig de liturgische vernieuwingen van het Tweede Vaticaans Concilie volgde in 1970-1972 de aanpassing van het interieur. In 1980 werd de kerk gerenoveerd en ene nieuw orgel ingebouwd.

## Beschrijving

### Exterieur
Het middeleeuwse aanzien van de kerk bleef, met name vanuit perspectief van het ommuurde kerkhof in het zuiden, uitzonderlijk goed bewaard. Het steile dak wordt in hoogte slechts een klein beetje door de 25 meter gedrongen romaans-gotische toren overtroffen. Het hoofdportaal bevindt zich tegenwoordig in het zuiden door het vroegere rechter zijschip.

### Interieur
Van de romaanse bouw bleven de zuilen in de oude kerkruimte en de fresco's aan de westelijke en zuidelijke muur bewaard. De cyclus met fresco's uit de levens- en lijdensgeschiedenis van Jezus ontstond na 1400 en werd in 1911 weer blootgelegd. Op de binnenmuren van de toegevoegde romaanse ramen in de zuidelijke muur zijn eveneens fresco's uit de 1e helft van de 15e eeuw van heiligen, die in 1961 werden blootgelegd.
Het gotische koor, dat een 5/8 afsluiting, tweedelige maaswerkramen en een netribgewelf heeft, wordt tegenwoordig als doopkapel en voor doordeweekse vieringen gebruikt. De gebrandschilderde ramen werd in 1964 door Valentin Feuerstein gemaakt en tonen motieven uit het Oude en Nieuwe Testament.
De inrichting van de nieuwe kerkruimte stamt voor een wezenlijk deel uit de herinrichting uit de jaren 1970-1972.
De altaren in de zijschepen zijn rechts aan de heilige Koenraad en Jozef en links aan de Moeder Gods en de heilige Vitus gewijd. De van brons gegoten kruisweg in het linker zijschip stamt van Karl Rißler. Eveneens in het linker zijschip bevindt zich een barokke Madonna.
Het orgel bezit 22 registers met 1555 klinkende pijpen.

## Epitafen
De Sint-Vituskerk diende tot het uitsterven van de familietak in 1600 als grafkerk voor de heren van Handschuhsheim. Zowel in als buiten de kerk bevinden zich nog talrijke grafstenen. Hieronder bevinden zich vier grote dubbele grafmonumenten, die tot de mooiste monumenten van middeleeuws beeldhouwwerk in Heidelberg worden gerekend.
Op de rechter koormuur hangt een epitaaf voor Dieter van Handschuhsheim († 1487) en zijn vrouw Margarethe van Frankenstein († 1483), die knielend in gebed worden voorgesteld.
In het gotische koor staat het renaissance monument voor Hendrik van Handschuhsheim († 1588) en zijn gemalin Beusser van Ingelheim († 1622) tegenover het grafmonument van de vroeg overleden kinderen Barbara († 1599) en Hans († 1600) van Handschuhsheim.
In het rechter zijschip van de nieuwbouw staat het grafmonument voor Margarethe van Handschuhsheim († 1509) en haar gemaal Hans von Ingelheim († 1517) opgesteld. Beide personen worden als biddende en levensgrote beelden uitgebeeld.